# Over the Hills and Far Away
Over the Hills and Far Away ist eine EP der finnischen Band Nightwish. Der Titelsong stammt im Original von Gary Moore (1986).

## Hintergrund

### Musik
Das Titellied „Over the Hills and Far Away“ ist eine Coverversion des Rock- und Blues-Gitarristen Gary Moore. Das dazugehörige Musikvideo, in dem erstmals die komplette Band zu sehen war, wurde auf der finnischen Festung Suomenlinna vor dem Königstor und auf der Ostsee gedreht.
„10th Man Down“ ist ein Duett zwischen Turunen und dem damaligen Sänger der Band Finntroll, Tapio Wilska. Dieser hatte bereits bei den Liedern „Devil & The Deep Dark Ocean“ und „The Pharao Sails to Orion“ auf dem Album Oceanborn mitgewirkt.
„Astral Romance“ ist ein Remake des gleichnamigen Liedes auf Angels Fall First. Statt Keyboarder Tuomas Holopainen singt in dieser Version Tony Kakko, bekannt als Sänger der Band Sonata Arctica. Der Liedtext ist gegenüber dem Original leicht verändert.
Während die ursprünglich in Finnland veröffentlichte Version von „Over the Hills and Far Away“ nur vier Lieder enthält, wurde in anderen Ländern eine Version mit einigen Live-Versionen des From Wishes to Eternity-Konzerts veröffentlicht.

### Rezeption
In Finnland wurde Over the Hills and Far Away nach mehreren Wochen auf Platz eins der Single-Charts mit einer Platin-Schallplatte ausgezeichnet. In Deutschland kam die EP auf Platz 85, in Österreich auf Platz 54 und in der Schweiz auf Platz 79. Eine DVDPlus-Variante, bei der sich auf der einen Seite Audio- und auf der anderen Seite Videotracks befinden, erreichte Platz 4 der deutschen Musik-DVD-Charts; da Media Control diese Version als normale DVD und nicht als Audio-CD wertete, fiel die Platzierung in den Album-Charts vergleichsweise niedrig aus.

## Titelliste

### Ursprüngliche Version
(veröffentlicht vom finnischen Label Spinefarm Records)
1. Over the Hills and Far Away – 5:03
2. 10th Man Down – 5:20
3. Away – 4:32
4. Astral Romance (Remake 2001) – 5:18

### Erweiterte Version
(veröffentlicht vom deutschen Label Drakkar Entertainment)
1. Over the Hills and Far Away – 5:03
2. 10th Man Down – 5:20
3. Away – 4:32
4. Astral Romance (Remake 2001) – 5:18
5. The Kinslayer – 4:12 (live)
6. She Is My Sin – 4:45 (live)
7. Sacrament of Wilderness – 5:01 (live)
8. Walking in the Air – 5:08 (live)
9. Wishmaster – 4:44 (live)
10. Deep Silent Complete – 4:38 (live)

## Auszeichnungen für Musikverkäufe
| Land/Region     | Auszeichnungen für Musikverkäufe (Land/Region, Auszeichnung, Verkäufe) | Verkäufe |
| --------------- | ---------------------------------------------------------------------- | -------- |
| Finnland (IFPI) | 2× Platin                                                              | 36.518   |
| Insgesamt       | 2× Platin ·                                                            | 36.518   |